# جيوفري هنري
جيوفري هنري (بالإنجليزية: Geoffrey Henry) هو محامي وسياسي نيوزلندي، ولد في 16 نوفمبر 1940 في جزر كوك، وتوفي في 9 مايو 2012 في نيوزيلندا. حزبياً، نشط في حزب جزر كوك ‏. وقد انتخب عضو برلمان جزر كوك ‏.